# Arstanosaurus
Arstanosaurus là một chi khủng long, được Suslov vide Suslov & Shilin mô tả khoa học năm 1982.